# Weinberger Ábrahám
Weinberger Ábrahám Izsák (Dukla, 1804. szeptember? – Kisvárda, 1884. október 31.) rabbi. 

## Élete
A híres Hersele Charif rabbi tanítványa volt Brodyban. Később Magyarországra jött. 21 éves korában Galgócon lett rabbi és itt 14 évig működött, majd 1844-ben Kisvárdára hívták meg, ahol haláláig volt főrabbi és egy nagyhírű jesiva vezetője. Halála után kiadták responzumait és egy csekélyebb értékű agadikus könyvét. Emlékét tanítványa, Seltmann Lajos főrabbi örökítette meg az Életképekben (IMIT Évkönyv 1895). Felesége Heller Záli volt.